# ポリリン酸蓄積細菌
ポリリン酸蓄積菌（ - さんちくせききん）とは、下水処理に用いられている生物学的リン除去プロセス中に優占する細菌群。英語のpolyphosphate accumulating organismsに対応する。英語ではorganisms（生物群）となっており、細菌群とすると厳密な訳ではないが、日本語では一般的にポリリン酸蓄積細菌と記す。

## 概要
ポリリン酸蓄積細菌はその名が示すように、細胞内に大量のリンをポリリン酸の形態で蓄積している。そのため、下水処理などにおける活性汚泥を利用した生物学的リン除去において重要な役割を果たしていると考えられている。